# صدا و سیمای آئوموری
صدا و سیمای آئوموری ( به ژاپنی: 青森放送株式会社، تلفظ زبان ژاپنی: آئوموری هوسو کابوشیکی گایشا، RAB) یک پخش‌کننده تلویزیون و رادیو در استان آئوموری، واقع در کشور ژاپن می‌باشد؛ که وابسته به شبکه رادیویی ژاپن، شبکه ملی رادیو، شبکه خبری نیپون و سیستم شبکه‌های تلویزیونی نیپون می‌باشد.

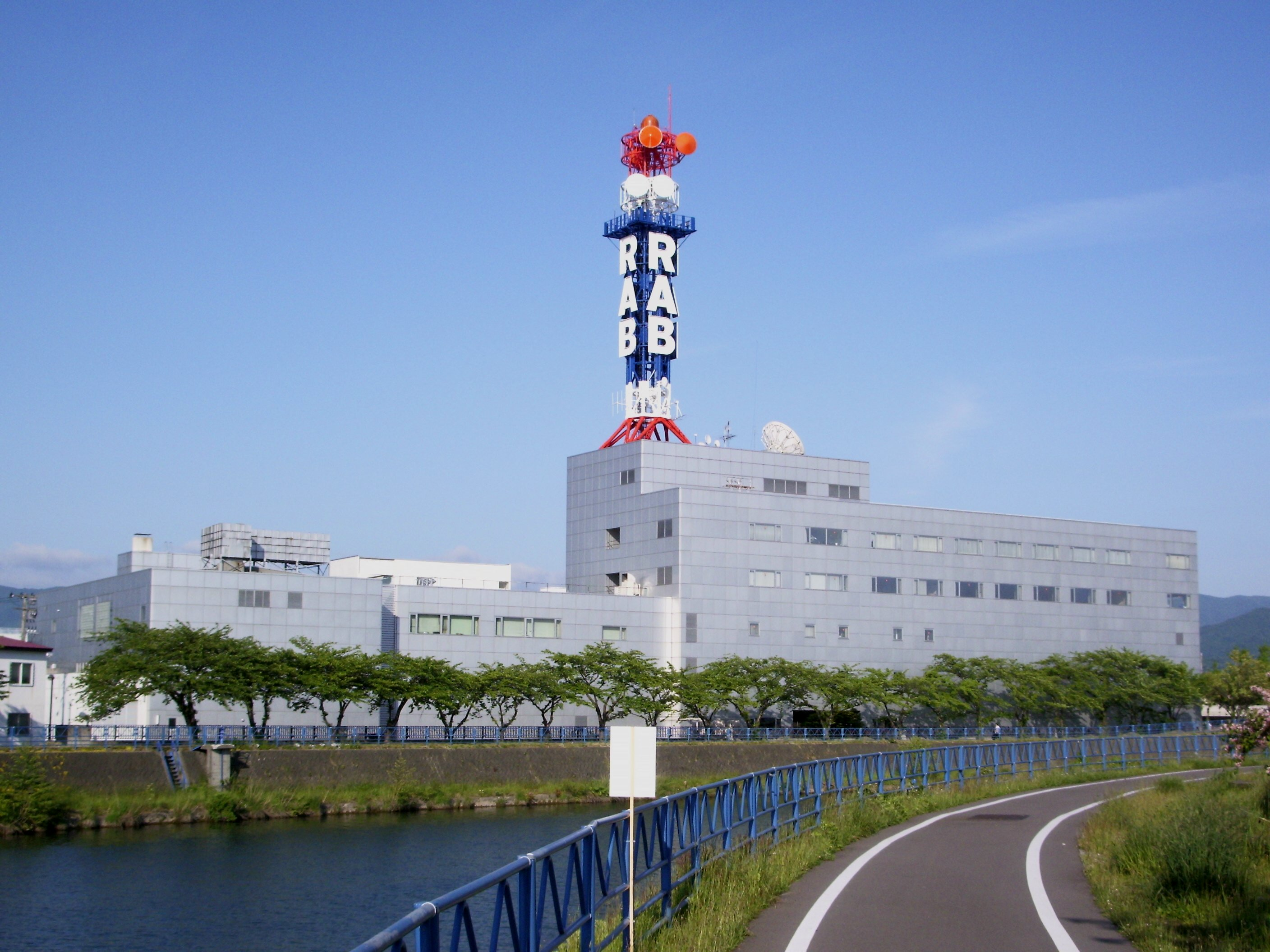
صدا و سیمای آئوموری